# Янков, Николай Павлович
Никола́й Па́влович Янко́в (6 декабря 1918, Сорокино, Енисейская губерния — 22 октября 1953, Новосибирск) — участник Великой Отечественной войны, командир дивизиона 886-го артиллерийского полка 322-й стрелковой дивизии 13-й армии Центрального фронта, Герой Советского Союза.

## Биография
Родился 6 декабря 1918 года в селе Сорокино Енисейской губернии (ныне — Лебяжье в Краснотуранском районе Красноярского края) в крестьянской семье. Русский. Член ВКП(б)/КПСС с 1943 года. Окончил 8 классов. Работал в городе Черногорске Хакаской автономной области (ныне Хакасия) в электромеханической мастерской треста «Хакасуголь».
В Красной Армии с 1938 года. В 1940 году окончил Сумское артиллерийское училище, служил в городе Брест. Участник Великой Отечественной войны с 22 июня 1941 года. После первых боёв в района Бреста воевал на Сталинградском, Воронежском, Центральном, 1-м Украинском фронтах. Участвовал в освобождении Польши, Чехословакии, Германии.
Командир дивизиона 886-го артиллерийского полка (322-я стрелковая дивизия, 13-я армия, Центральный фронт) капитан Николай Янков особо отличился в боях в сентябре 1943 года при форсировании рек Десна (юго-западнее города Чернигова), Днепр (южнее посёлка Мнёво) и Припять (северо-западнее Чернобыля), обеспечивая артиллерийским огнём вверенного ему дивизиона переправу стрелковых подразделений.
Указом Президиума Верховного Совета СССР от 16 октября 1943 года за образцовое выполнение боевых заданий командования на фронте борьбы с немецко-фашистским захватчиками и проявленные при этом мужество и героизм капитану Янкову Николаю Павловичу присвоено звание Героя Советского Союза с вручением ордена Ленина и медали «Золотая Звезда» (№ 1166).
Приказом Военного Совета 60-й армии № 211/н от 16 октября 1944 года был награждён орденом «Красного Знамени».
После войны Н. П. Янков продолжил службу в армии. В 1950 году он окончил Высшую офицерскую артиллерийскую школу. С 1953 года майор Н. П. Янков — в запасе.
Жил в Новосибирске. Скончался 22 октября 1953 года. Похоронен на Заельцовское кладбище (квартал 65).

## Награды
Награждён орденами Ленина, Красного Знамени, Отечественной войны 2-й степени, двумя орденами Красной Звезды, медалями.

## Память
Имя Героя носит улица в Черногорске Республики Хакасия.